# Moianès
Moianès (spanska: Moyanés, katalanska: Moyanés) är en comarca (katalanskt grevskap) inom provinsen Barcelona, Katalonien, Spanien. Regionen bildades formellt i juli 2015, efter kommunalvalet den 24 maj samma år. Moianès är belägen på högplatån med samma namn, mellan comarcorna Bages, Llusanés, Osona, Vallès Oriental och Vallès Occidental. Den omfattar tio kommuner, med Moià som huvudort.
Bildandet av comarcan var ett länge närt krav från invånarna i området och hade redan förutsetts i de preliminära studierna inför det förslag till territoriell indelning som Generalitat de Catalunya lade fram och som godkändes 1936 – även om Moianès då aldrig inkluderades i den slutliga indelningen. Även den så kallade Roca-rapporten som publicerades i december 2000, föreslog Moianès som en av regionerna i den territoriella organisationen av Katalonien.
Den 22 mars 2015 hölls en folkomröstning för att besluta om bildandet av comarcan.

## Kommuner
| Kommun (municipi)  | Befolkning (2024) | Yta (km²) | Kommun (municipi)    | Befolkning (2024) | Yta (km²) |
| ------------------ | ----------------- | --------- | -------------------- | ----------------- | --------- |
| Calders            | 1114              | 33,09     | Castellcir           | 778               | 34,18     |
| Castellterçol      | 2766              | 31,9      | Collsuspina          | 390               | 15.08     |
| L'Estany           | 401               | 10.25     | Granera              | 83                | 23,73     |
| Moià               | 6715              | 75,31     | Monistrol de Calders | 762               | 21,97     |
| Sant Quirze Safaja | 671               | 26.21     | Santa Maria d'Oló    | 1078              | 66,21     |

## Geografi

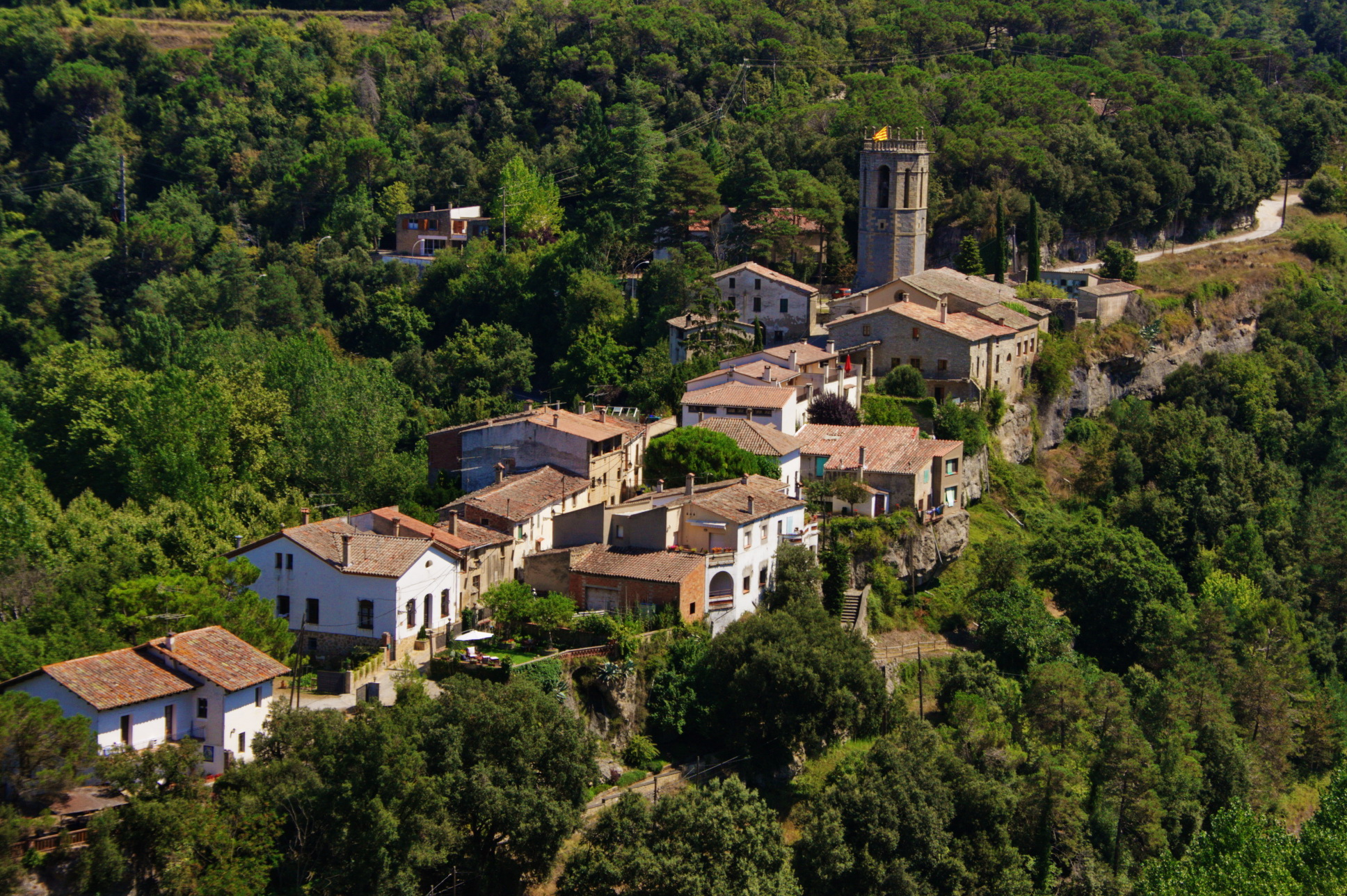
Sant Quirze Safaja.

Moyanés gränsar i norr till Llusanés, i öster till Osona, i väster till Bages och i söder till Vallès Oriental och Vallès Occidental.
Belägen på en högplatå har comarcan en yta på 337,9 km². Större delen av området tillhör den katalanska centraldepressionen, förutom den sydligaste delen som ingår i den prelitorala bergskedjan.
Regionens vegetation har kvar vissa submediterrana inslag som är ovanliga i övriga delar av Katalonien. Landskapet är huvudsakligen skogsklätt, dominerat av tallskog med bergtall och svarttall samt torra ekskogar med ek av arten Quercus pubescens under återväxt. Detta skogslandskap kompletteras av en mosaik av åkerfält och betesmarker, främst små torra spannmålsfält, vilka är av stort intresse för den biologiska mångfalden.

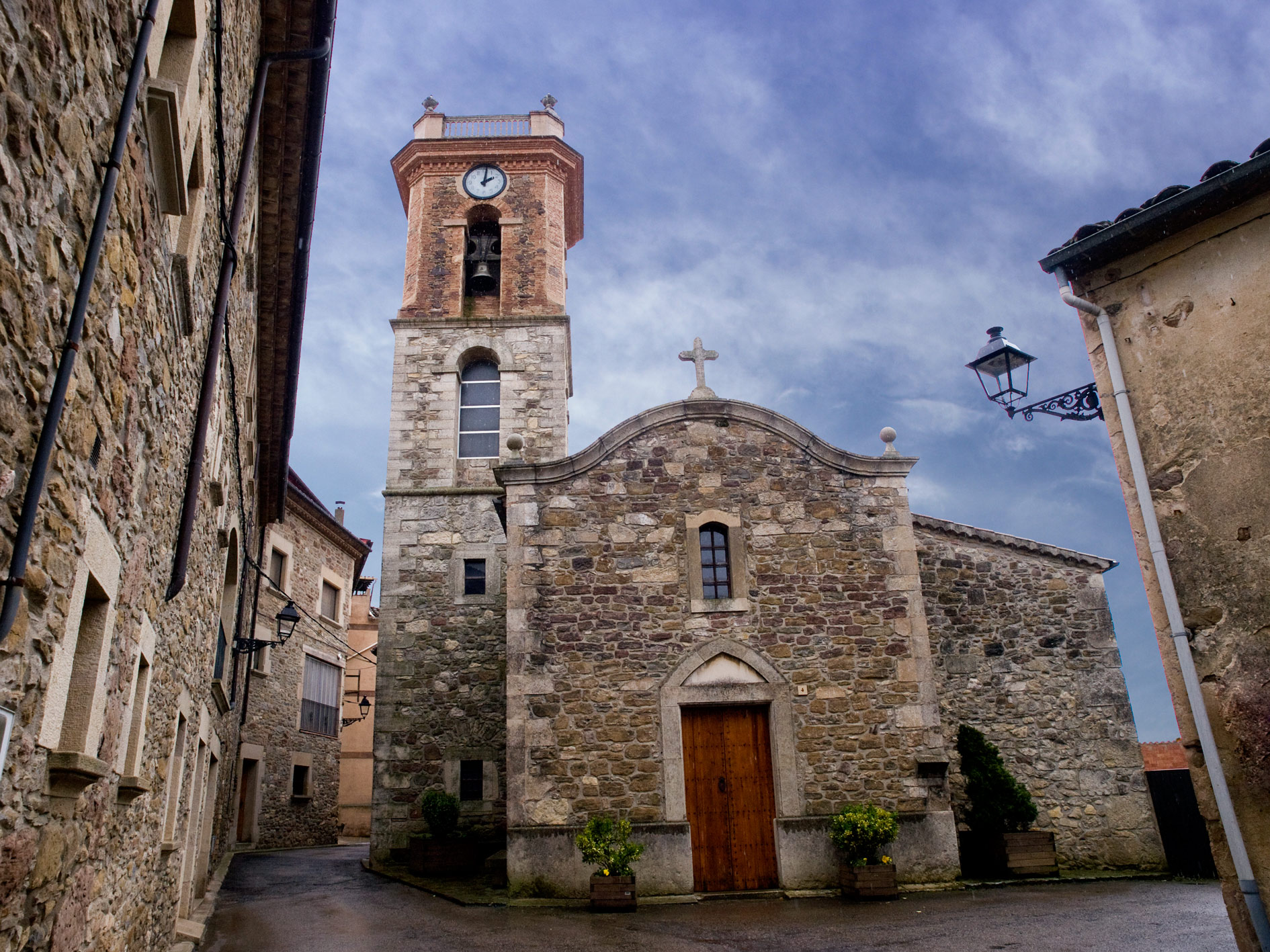
Kyrkan i Collsuspina.

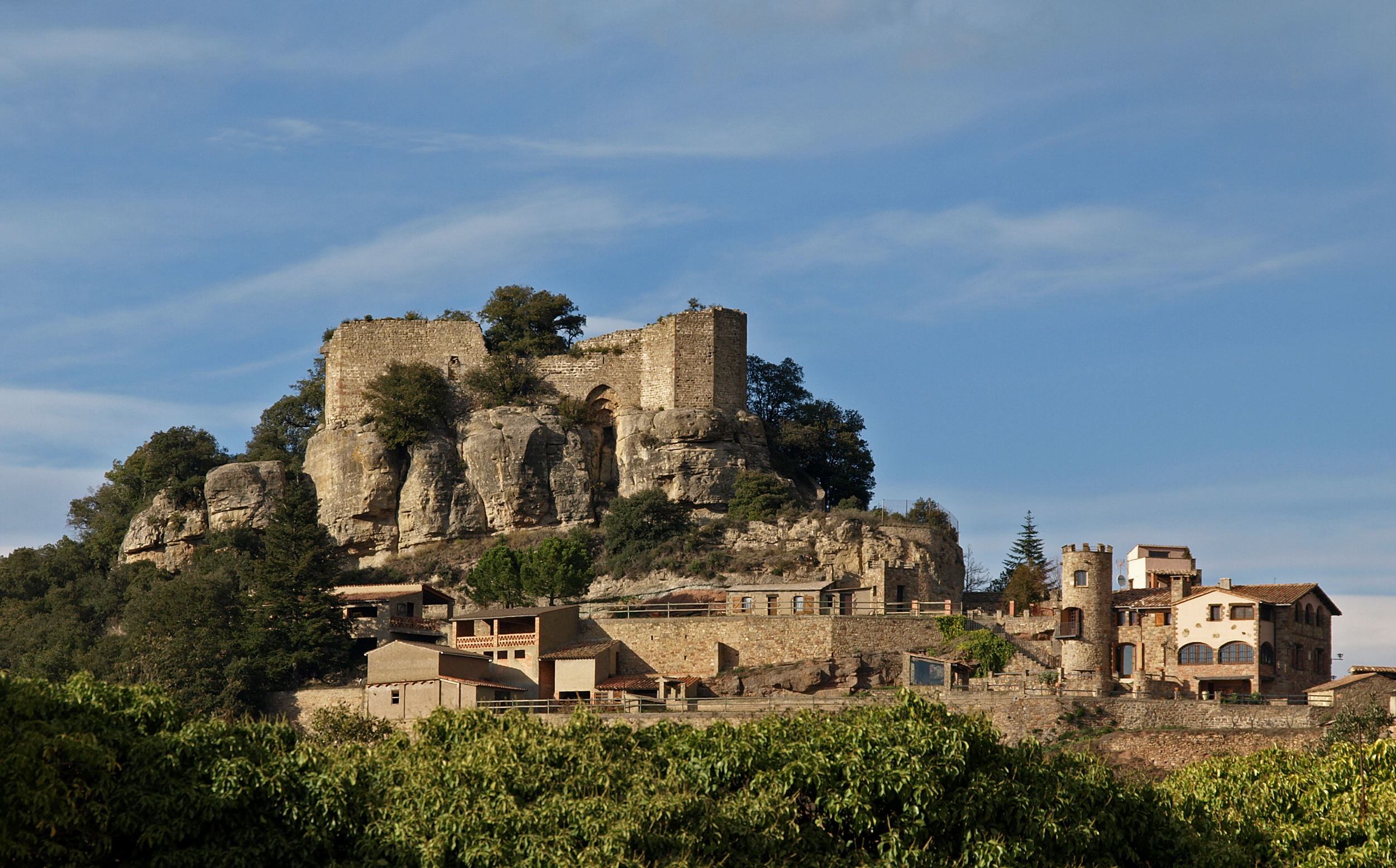
Slottet i Granera.